# Camponotus inca
Camponotus inca är en myrart som beskrevs av Carlo Emery 1903. Camponotus inca ingår i släktet hästmyror, och familjen myror.

## Underarter
Arten delas in i följande underarter:
- C. i. inca
- C. i. rector